# Tanichthys micagemmae
Espèce
Statut de conservation UICN

 DD  : Données insuffisantes
Tanichthys micagemmae est un poisson de la famille des cyprinidae découvert en 2001 dans la rivière Ben-Hai au Vietnam. C'est avec Tanichthys albonubes, un des deux membres du genre Tanichthys.

## Référence
- Freyhof & Herder  2001 : Tanichthys micagemmae, a new miniature cyprinid fish from Central Vietnam (Cypriniformes: Cyprinidae). Ichthyological Exploration of Freshwaters 12-3 pp 215-220.